# Министерство по делам женщин, семьи и общественного развития (Малайзия)
Министерство по делам женщин, семьи и общественного развития Малайзии отвечает за разработку политики по достижению целей гендерного равенства, развития семьи и социально-ориентированного общества, в соответствии с обязательствами Малайзии к Конвенции ООН о ликвидации всех форм дискриминации в отношении женщин и Пекинской декларации.

## История
После четвертой Всемирной конференции по положению женщин, организованных Организацией Объединённых Наций в Пекине в 1995 году, в Малайзии были приложены усилия по созданию министерства для помощи женщинам и повышения их статуса.
Министерство было официально учреждено 17 января 2001 года как Министерство по делам женщин. На должность министра была назначена Шахризат Абдул Джалил. 15 февраля 2001 года название было изменено на Министерство по делам женщин и развитию семьи. Министерство обрело своё нынешнее название 27 марта 2004 года в связи с расширением сферы деятельности.
В 2013—2018 гг. пост министра занимала Рохани Абдул Карим. Заместитель премьер-министра Ван Азиза Ван Исмаил была назначена министром по делам женщин, семьи и общественного развития после всеобщих выборов 21 мая 2018 года. Она занимала этот пост до 2020 года, когда её сменила Рина Мохд Харун.
В первый месяц руководства Рины Харун министерство вызвало общественную критику, разместив в социальных сетях министерства два постера с сексистскими высказываниями. На одном из плакатов женщинам советовали не критиковать своих мужей, если их действия им не нравятся, а вместо этого использовать юмор. Другой плакат подчёркивал важность внешнего вида женщины, даже если она работает дома. Женские правозащитные организации раскритиковали министерство за публикацию этих плакатов, призвав их обратить внимание на рост случаев домашнего насилия во время распространения COVID-19.
В декабре 2021 года заместитель министра, Сити Зайла, представила законопроект о борьбе с сексуальным домогательством. По словам Рины Харун, новый законопроект призван не заменить существующую систему правосудия, а расширить область применения законов против домогательства с рабочих мест на все сферы жизни.
С 2022 года должность министра по делам женщин, семьи и общественного развития занимает Нэнси Шукри.